# Robert Lawley (5e baronnet)
Pour l’article homonyme, voir Robert Lawley (1er baron Wenlock).
Robert Lawley, 5e baronnet (22 mars 1736 - 11 mars 1793) est un propriétaire foncier et homme politique anglais qui siège à la Chambre des communes de 1780 à 1793.

## Jeunesse
Il est le seul fils survivant de Robert Lawley, 4e baronnet, de Canwell Priory et de son épouse Elizabeth Blackwell, fille de Lambert Blackwell, 1er baronnet et est baptisé le 22 mars 1736. Il fait ses études à la Westminster School en 1748 et entre au Emmanuel College de Cambridge en 1753. Il épouse Jane Thompson (1743 - 9 novembre 1816), sœur de Beilby Thompson, d'Escrick, Yorkshire le 11 août 1764. Le siège familial est Canwell Hall, Canwell, Staffordshire, un manoir de trente-neuf pièces construit par Francis Lawley (2e baronnet). Il reconstruit la maison dans un grand style géorgien sur un plan de l'architecte James Wyatt.

## Carrière politique
Aux Élections générales britanniques de 1780, il est élu député du Warwickshire, soutenu par les intérêts manufacturiers whig de Birmingham, qui à cette époque pouvait nommer l'un des deux députés du Warwickshire sans opposition. Malgré cela, il n'est pas lui-même un partisan whig mais a donné des signes de zèle pour la défense des intérêts économiques.
Lawley ne vote de façon cohérente avec aucun des deux partis. En 1784, il est membre du groupe St. Alban's Tavern qui tente de rapprocher Fox et Pitt. Ses deux seuls discours enregistrés portent sur des questions d'intérêt de circonscription (sur un projet de loi autorisant l'exportation du laiton et soutenant une pétition de certains fabricants de fer). Il conserve son siège jusqu'à sa mort.

## Famille
Il meurt le 11 mars 1793 et est remplacé comme baronnet par son fils Robert Lawley (1er baron Wenlock). Il a huit enfants avec Jane qui sont baptisés à l'église Holy Trinity, Sutton Coldfield :
- Jane Lawley (v. 1767–1852), mariée le 21 août 1793 Henry Willoughby (6e baron Middleton)
- Anne Lawley (décédée en 1790)
- Francis Lawley, 7e baronnet (vers 1782-1851)
- Paul Beilby Lawley (1784–1852)